# ホブゴブリン (マーベル・コミック)
ホブゴブリン（Hobgoblin）は、マーベル・コミック刊行のアメリカン・コミックス『スパイダーマン』などに登場する、架空の犯罪者でありグリーンゴブリンの上位互換。正体は複数で、代替わりをしている。

## 概要
奇怪なマスクに身を包み、グライダーで自在に空を飛ぶ犯罪者（スーパーヴィラン）。武器はマシンガン付きの無人機である蝙蝠型の飛行メカで機関砲やミサイルなどの武装も搭載しているグライダーに乗り、ジャックランタンを模したカボチャ型の爆弾で手榴弾のパンプキン・ボムなど。薬品で肉体も強化している。
- グライダーという名称だが、浮遊装置が組み込まれた飛行マシンであり、実在する一般的なグライダーとは異なる。

## 登場作品

### 原作コミック
グリーンゴブリンの模倣犯。その装備や薬品を盗み、改良を加えて使用している（この改良によって、狂気に支配されなくなっている）。
初代ホブゴブリン
本名は、ロデリック・キングスリー（Roderick Kingsley）。元々はファッションデザイナーとして財をなした億万長者であった。
グリーンゴブリンの名声と地位を奪うためにホブゴブリンとなるも、スパイダーマンに敗れる。その後、アーノルド・サミュエル・ドノヴァンを二代目ホブゴブリンに仕立て上げるが失敗する。
次はネッド・リーズを洗脳し三代目ホブゴブリンとし、さらにフラッシュ・トンプソンを身代わりに仕立て上げようとするが、ジャック・オゥランタン（後の四代目ホブゴブリン）に妨害され、これも失敗に終わる。
三代目ホブゴブリンの死後、その死を利用して身を隠し、ホブゴブリンの死を演じる（そのため、ネッド・リーズが初代ホブゴブリンであったと考えられていた）。
四代目ホブゴブリンを殺し、活動を再開させようとするも、五代目グリーンゴブリンに敗れ引退する。
初出は1983年。
二代目ホブゴブリン
本名は、アーノルド・サミュエル・ドノヴァン（Arnold Samuel Donovan）。レフティ（左利きの）ドノヴァンという呼び名もある。
ロデリックによるマインドコントロールを受けて、二代目ホブゴブリンとなる。スパイダーマンとの戦いでマスクを剥がれた上に洗脳が解け始めたため、ロデリック・キングスリーに殺害された。
三代目ホブゴブリン
本名は、ネッド・リーズ（Ned Leeds）。元々は新聞社デイリー・ビューグルの記者であったが、スパイダーマンと初代ホブゴブリンとの戦いを追いかけてきた所をホブゴブリンに捕まり、洗脳されて三代目ホブゴブリンとなった。
キングピンを追い落とす為、その息子リチャード・フィスクに接近し「ザ・ローズ」という犯罪組織のボスに仕立て上げた事がある。
ジェイソン・マッキンデイルが雇った暗殺者フォーリナーにより、デイリー・ビューグル社の記者ネッド・リーズとして、殺害される。
初出は1987年。
映画『スパイダーマン:ホームカミング』、『アベンジャーズ/インフィニティ・ウォー』、『アベンジャーズ/エンドゲーム』、『スパイダーマン:ファー・フロム・ホーム』、『スパイダーマン:ノー・ウェイ・ホーム』であるMCUでは、三代目ホブゴブリンのネッド・リーズがピーター・パーカーが通うミッドタウン高校の親友でありクラスメイトのギークで、アベンジャーズ関係者以外では唯一スパイダーマンの正体を知る相棒でサポーター（自称「イスの男」）として登場している。ジェイコブ・バタロンが演じる。吹き替えは吉田ウーロン太が担当。
四代目ホブゴブリン
本名は、ジェイソン・フィリップ・マッキンデイルJr.（Jason Macendale Jr.）。元はジャック・オゥランタンであったが、ネッド・リーズを暗殺させた後、三代目ホブゴブリンに成り代わった。
初登場ではスパイダーマンを狙ったが、以後はハリー・オズボーンと闘うことが多い（これにより、一時引退していたハリー・オズボーンが、再びグリーンゴブリン（二代目グリーンゴブリン）になる）。
デモゴブリンとの肉体分離の後、サイボーグ化したが、初代ホブゴブリンに暗殺される。
ホブゴブリンとしての初出は1987年。
デモゴブリン（Demogoblin）
四代目ホブゴブリンことジェイソン・フィリップ・マッキンデイルJr.が、悪魔と契約してパワーアップ（強化）した姿。
1992年に、ある事件により、ジェイソン・フィリップ・マッキンデイルJr.とデモゴブリンの二つの肉体に分離することとなる。
初出は1989年。
五代目ホブゴブリン
初出は「シークレット・ウォー」。素性は一切不明。
六代目ホブゴブリン
デッドプールがあるスーパーヴィランに雇われた際にコスチュームと装備を着るも、気に入らなかったらしい。
七代目ホブゴブリン
本名は、ダニエル・キングスレー（Daniel Kingsley）。ロデリック・キングスリーの双子の弟。グライダーではなく翼で飛び、炎の剣を武器としていた。キングピンと手を組んだりしてたがフィル・ユーリックに殺害された。
八代目ホブゴブリン
本名は、フィル・ユーリック（フィリップ・ベンジャミン・"フィル"・ユーリック）（Fill Yurik）。一時期、四代目グリーンゴブリンを務めた人物。先代の七代目ホブゴブリンであるダニエル・キングスレーを殺害し、その装備を盗んで八代目ホブゴブリンとなる。ロデリック・キングスリーとは対立して、手を組んで、また対立している犬猿の仲。当初はキングピンの配下となるも逮捕されるが、初代グリーンゴブリンに復帰したノーマン・オズボーンに救出され、今度は彼の配下となる。グリーンゴブリンの配下になった時にゴブリン・ナイト、ゴブリン・キング（ノーマン・オズボーンがゴブリン・キングの名前で作り上げたゴブリン・ネイションを継いだ時に今度はその名前も名乗るように。）を名乗る。暴れまわってはいたが最終的にはシンビオートを操るノーマン・オズボーンに殺害された。
九代目ホブゴブリン
本名は、クロード（フルネームは不明）（claude）。ロデリック・キングスリーの執事が目くらましのために九代目ホブゴブリンとなる。ゴブリン・キングとなったノーマン・オズボーンとゴブリン・ナイトとなったフィル・ユーリックとの戦闘で敗死。

## 他メディアでの登場
『アルティメット スパイダーマン』
本名、ハリー・オズボーン (Harry  Osborn / Green Goblin)。原作コミックにおける二代目グリーンゴブリン。
グリーンゴブリン（ノーマン・オズボーン）と死闘を繰り広げた末に殺される。

### アニメ版
『スパイダーマン』
本名、ジェイソン・フィリップ・マッキンデイルJr.（Jason Macendale Jr.）。ジェイソン・フィリップスと名乗り、ハーディ財団の令嬢フェリシア・ハーディに近づいた。
本作では、グリーンゴブリンより先に登場している（シーズン1第11話から）。
声優はマーク・ハミルが担当した。日本語版は佐藤祐四が声を担当。
『スペクタキュラー・スパイダーマン』
声 - コートニー・B・ヴァンス、日本語版 - 不明
『マーベル スパイダーマン』
声 - マックス・ミトルマン、日本語版 - 不明
顔はメカ仕様となっている。
『マーベル おしえて!スパイダーマン』
声 - アンドリュー・フランシス、日本語版 - 不明

### アトラクション
『アメイジング・アドベンチャー・オブ・スパイダーマン』
パット・フラリーが声を担当。吹き替えはチョーが担当した。ドクター・オクトパス、エレクトロ、ハイドロマン、スクリーム（en）のドクター・オクトパス率いるシニスター・シンジケートのメンバーらと共にマンハッタンとニューヨークの街を包囲して、ゲストが乗車した取材用車両「スクープ」に襲い掛かる。
ブルックリン橋で、ゲストが乗車した取材用車両「スクープ」にジャックランタンを模したカボチャ型の手榴弾であるパンプキン・ボムで攻撃を仕掛けるが、スパイダーマンに阻止される。反重力砲を使ったドクター・オクトパスによって、120ｍ（400ft）の高さの空中に持ち上げられて浮かせられたゲストが乗車した取材用車両「スクープ」を地上へ戻そうと助けに入るスパイダーマンにスクリームと共に襲い掛かるが、スクリームはスパイダーマンとの戦いに敗れ、自身はグライダーでゲストが乗車した取材用車両「スクープ」に体当たりをしたが、ゲストが乗車した取材用車両「スクープ」に体当たりによる激突したことでグライダーから転落し、自滅した。その後、ドクター・オクトパス率いるシニスター・シンジケートのメンバーらと共にスパイダーマンに捕らえられ、スパイダーマンのクモ糸でグルグルに巻きつけられてシニスター・シンジケートのメンバーらと共に逮捕された。
スパイダーマンに捕らえられ、スパイダーマンのクモ糸でグルグルに巻きつけられたドクター・オクトパスは自身の金属アームで背後からスパイダーマンに襲い掛かろうとするが、スパイダーマンが発射したクモ糸によって阻止される。スパイダーマンのクモ糸が付いたドクター・オクトパス自身の金属アームはホブゴブリン自身の奇怪なマスクに貼りついてしまった。
ドクター・オクトパスを「オクトパス博士」と呼んでいる。